# Ladislav Molnár
Pour les articles homonymes, voir Molnar.
Ladislav Molnár était un footballeur tchécoslovaque puis slovaque né le 12 septembre 1960 à Sládkovičovo, reconverti entraîneur.

## Carrière joueur

### Clubs
- 1982-1988 : Plastika Nitra  Tchécoslovaquie
- 1988-1989 : ZVL Žilina  Tchécoslovaquie
- 1989-1994 : Inter Bratislava  Tchécoslovaquie puis  Slovaquie
- 1994-1996 : Slovan Bratislava  Slovaquie
- 1996-1999 : FC Košice  Slovaquie

### Équipes nationales
- 1 sélection en équipe de Tchécoslovaquie en 1993
- 24 sélections en équipe de Slovaquie entre 1994 et 1997

## Palmarès joueur

### Avec leSlovan Bratislava
- Champion de Slovaquie en 1995 et 1996

### Avec leFC Košice
- Champion de Slovaquie en 1997 et 1998

## Palmarès entraîneur

### Avec leKoba Senec
- Vainqueur de la Coupe de Slovaquie en 2002